# Santo Stefano di Rogliano
Santo Stefano di Rogliano es una localidad italiana de la provincia de Cosenza, región de Calabria, con 1.585 habitantes.

## Evolución demográfica
| Gráfica de evolución demográfica de Santo Stefano di Rogliano entre 1861 y 2001 |
|                                                                                 |
| Fuente ISTAT - Elaboración gráfica por parte de Wikipedia                       |